# Władcy Islandii

## Islandia w ramach Królestwa Norwegii (1262–1814)
Królestwo Norwegii było w unii realnej z Danią (Królestwo Danii i Norwegii) w latach 1380–1814. Islandię uważano jednak za część Norwegii.

### Ród króla Sverrego
| # | Imię                                                    |          | Lata życia                | Lata życia               | Czas rządów           | Czas rządów | Rodzice                                    |
| # | Imię                                                    | Urodzony | Zmarł                     | Od                       | Do                    |             | Rodzice                                    |
| - | ------------------------------------------------------- | -------- | ------------------------- | ------------------------ | --------------------- | ----------- | ------------------------------------------ |
| 1 | Haakon IV Stary Haakon IV Haakonsson                    |          | 1204 Varteig              | 17 grudnia 1263 Kirkwall | 1262                  | 1263        | Haakon III Inga z Varteig                  |
| – | Gissur Þorvaldsson jarl Islandii z nadania króla        |          | 1208                      | 1268                     | 1258                  | 1268        |                                            |
| – | Haakon Haakonsson Młody Haakon Haakonsson Unge Koregent |          | 1232 Varteig              | 17 grudnia 1257          | 1240                  | 1257        | Haakon IV Stary Małgorzata Skuladotter     |
| 2 | Magnus VI Prawodawca Magnus VI Lagabøte                 |          | 1 maja 1238 Tonsberg      | 9 maja 1280 Bergen       | 1263 Koregent od 1257 | 1280        | Haakon IV Stary Małgorzata Skuladotter     |
| 3 | Eryk II Wróg Księży Eirik II Magnusson                  |          | 1268                      | 15 lipca 1299            | 1280                  | 1299        | Magnus VI Prawodawca Ingeborga Eriksdatter |
| 4 | Haakon V Długonogi Haakon V Magnusson                   |          | 10 kwietnia 1270 Tonsberg | 8 maja 1319 Tonsberg     | 1299                  | 1319        | Magnus VI Prawodawca Ingeborga Eriksdatter |

### Folkungowie
| # | Imię                |          | Lata życia    | Lata życia       | Czas rządów | Czas rządów | Rodzice                          |
| # | Imię                | Urodzony | Zmarł         | Od               | Do          |             | Rodzice                          |
| - | ------------------- | -------- | ------------- | ---------------- | ----------- | ----------- | -------------------------------- |
| 6 | Haakon VI Magnusson |          | ok. 1340      | 11 września 1380 | 1343        | 1380        | Magnus Eriksson Blanka z Namur   |
| 7 | Olaf IV Olav IV     |          | grudzień 1370 | 23 sierpnia 1387 | 1380        | 1387        | Haakon VI Magnusson Małgorzata I |

### Estrydsenidzi
| # | Imię                |          | Lata życia       | Lata życia                     | Czas rządów | Czas rządów | Rodzice                                |
| # | Imię                | Urodzony | Zmarł            | Od                             | Do          |             | Rodzice                                |
| - | ------------------- | -------- | ---------------- | ------------------------------ | ----------- | ----------- | -------------------------------------- |
| 8 | Małgorzata Margrete |          | 1353 Vordingborg | 28 października 1412 Flensburg | 1387        | 1412        | Waldemar Atterdag Jadwiga ze Szlezwiku |

### Gryfici
| # | Imię                                  |          | Lata życia              | Lata życia              | Czas rządów | Czas rządów | Rodzice                          |
| # | Imię                                  | Urodzony | Zmarł                   | Od                      | Do          |             | Rodzice                          |
| - | ------------------------------------- | -------- | ----------------------- | ----------------------- | ----------- | ----------- | -------------------------------- |
| 9 | Eryk III Pomorski Erik III af Pommern |          | 11 czerwca 1382 Darłowo | 16 czerwca 1459 Darłowo | 1396        | 1442        | Warcisław VII Maria Meklemburska |

### Wittelsbachowie
| #  | Imię                                     |          | Lata życia              | Lata życia                  | Czas rządów | Czas rządów | Rodzice                                             |
| #  | Imię                                     | Urodzony | Zmarł                   | Od                          | Do          |             | Rodzice                                             |
| -- | ---------------------------------------- | -------- | ----------------------- | --------------------------- | ----------- | ----------- | --------------------------------------------------- |
| 10 | Krzysztof Bawarski Christoffer af Bayern |          | 26 lutego 1416 Neumarkt | 5 stycznia 1448 Helsingborg | 1442        | 1448        | Jan Wittelsbach (Pfalz-Neumarkt) Katarzyna pomorska |

### Dynastia Bonde
| #  | Imię                                         |          | Lata życia | Lata życia             | Czas rządów | Czas rządów | Rodzice                                    |
| #  | Imię                                         | Urodzony | Zmarł      | Od                     | Do          |             | Rodzice                                    |
| -- | -------------------------------------------- | -------- | ---------- | ---------------------- | ----------- | ----------- | ------------------------------------------ |
| 11 | Karol I Knutsson Bonde Carl I Knutsson Bonde |          | 1409       | 15 maja 1470 Sztokholm | 1449        | 1450        | Knut Tordsson Bonde Margaretta Karlsdotter |

### Oldenburgowie
| #                       | Imię                        |          | Lata życia                       | Lata życia                      | Czas rządów | Czas rządów | Rodzice                                                         |
| #                       | Imię                        | Urodzony | Zmarł                            | Od                              | Do          |             | Rodzice                                                         |
| ----------------------- | --------------------------- | -------- | -------------------------------- | ------------------------------- | ----------- | ----------- | --------------------------------------------------------------- |
| 12                      | Chrystian I Christian I     |          | luty 1426 Oldenburg              | 21 maja 1481 Kopenhaga          | 1450        | 1481        | Dietrich Oldenburg Jadwiga von Schauenburg                      |
| Bezkrólewie (1481–1483) |                             |          |                                  |                                 |             |             |                                                                 |
| 13                      | Jan Hans                    |          | 2 lutego 1455 Aalborg            | 20 lutego 1513 Aalborg          | 1483        | 1513        | Chrystian I Oldenburg Dorota brandenburska                      |
| 14                      | Chrystian II Christian II   |          | 1 lipca 1481 Nyborg              | 25 stycznia 1559 Kalundborg     | 1513        | 1523        | Jan II Oldenburg Krystyna saska                                 |
| 15                      | Fryderyk I Frederik I       |          | 7 października 1471 Haderslevhus | 10 kwietnia 1533 Gottorp        | 1523        | 1533        | Chrystian I Oldenburg Dorota brandenburska                      |
| –                       | Olav Engelbrektsson Regent  |          | ok. 1480 Trondenes               | 7 lutego 1538 Lier              | 1533        | 1536        |                                                                 |
| 16                      | Chrystian III Christian III |          | 12 sierpnia 1503 Gottorp         | 1 stycznia 1559 Koldynga        | 1534/1536   | 1559        | Fryderyk I Oldenburg Anna Hohenzollern                          |
| 17                      | Fryderyk II Frederik II     |          | 1 lipca 1534 Hadersleben         | 4 kwietnia 1588 Antvorskov      | 1559        | 1588        | Chrystian III Oldenburg Dorota z Saksonii-Lauenburg             |
| 18                      | Chrystian IV Christian IV   |          | 12 kwietnia 1577 Frederiksborg   | 28 lutego 1648 Kopenhaga        | 1588        | 1648        | Fryderyk II Oldenburg Zofia meklemburska                        |
| 19                      | Fryderyk III Frederik III   |          | 18 marca 1609 Haderslev          | 19 lutego 1670 Kopenhaga        | 1648        | 1670        | Chrystian IV Oldenburg Anna Katarzyna Hohenzollern              |
| 20                      | Chrystian V Christian V     |          | 15 kwietnia 1646 Flensburg       | 25 sierpnia 1699 Kopenhaga      | 1670        | 1699        | Fryderyk III Oldenburg Zofia Amelia brunszwicka                 |
| 21                      | Fryderyk IV Frederik IV     |          | 11 października 1671 Kopenhaga   | 12 października 1730 Odense     | 1699        | 1730        | Chrystian V Oldenburg Karolina Amelia heska                     |
| 22                      | Chrystian VI Christian VI   |          | 30 listopada 1699 Kopenhaga      | 6 sierpnia 1746 Hørsholm        | 1730        | 1746        | Fryderyk IV Oldenburg Ludwika meklemburska                      |
| 23                      | Fryderyk V Frederik V       |          | 31 marca 1723 Kopenhaga          | 13 stycznia 1766 Christiansborg | 1746        | 1766        | Chrystian VI Oldenburg Zofia Magdalena z Brandenburgii-Kulmbach |
| 24                      | Chrystian VII Christian VII |          | 29 stycznia 1749 Kopenhaga       | 13 marca 1808 Rendsburg         | 1766        | 1784        | Fryderyk V Oldenburg Ludwika Hanowerska                         |
| 25                      | Fryderyk VI Frederik VI     |          | 28 stycznia 1768 Kopenhaga       | 12 marca 1839 Kopenhaga         | 1784        | 1814        | Chrystian VII Oldenburg Karolina Matylda Hanowerska             |

## Islandia w ramachKrólestwa Danii(1814–1918)
14 stycznia 1814 nastąpiło zerwanie unii duńsko-norweskiej.

### Oldenburgowie
| #  | Imię                        |          | Lata życia                    | Lata życia                   | Czas rządów      | Czas rządów       | Rodzice                                                               |
| #  | Imię                        | Urodzony | Zmarł                         | Od                           | Do               |                   | Rodzice                                                               |
| -- | --------------------------- | -------- | ----------------------------- | ---------------------------- | ---------------- | ----------------- | --------------------------------------------------------------------- |
| 26 | Fryderyk VI Frederik 6.     |          | 28 stycznia 1768 Kopenhaga    | 12 marca 1839 Kopenhaga      | 14 stycznia 1814 | 12 marca 1839     | Chrystian VII Oldenburg Karolina Matylda Hanowerska                   |
| 27 | Chrystian VIII Christian 8. |          | 18 września 1786 Kopenhaga    | 20 stycznia 1848 Kopenhaga   | 12 marca 1839    | 20 stycznia 1848  | Fryderyk Oldenburg Zofia z Meklemburgii-Schwerinu                     |
| 28 | Fryderyk VII Frederik 7.    |          | 6 października 1808 Kopenhaga | 15 listopada 1863 Glücksburg | 20 stycznia 1848 | 15 listopada 1863 | Chrystian VIII Oldenburg Charlotta Fryderyka z Meklemburgii-Schwerinu |

### Oldenburgowie, linia Szlezwik-Holsztyn-Sonderburg-Glüksburg
| #  | Imię                      |          | Lata życia                 | Lata życia                 | Czas rządów       | Czas rządów      | Rodzice                                                                                       |
| #  | Imię                      | Urodzony | Zmarł                      | Od                         | Do                |                  | Rodzice                                                                                       |
| -- | ------------------------- | -------- | -------------------------- | -------------------------- | ----------------- | ---------------- | --------------------------------------------------------------------------------------------- |
| 29 | Chrystian IX Christian 9. |          | 8 kwietnia 1818 Gottorp    | 29 stycznia 1906 Kopenhaga | 15 listopada 1863 | 29 stycznia 1906 | Fryderyk Wilhelm ze Szlezwika-Holsztynu-Sonderburga-Glücksburga Luiza Karolina z Hesji-Kassel |
| 30 | Fryderyk VIII Frederik 8. |          | 3 czerwca 1843 Kopenhaga   | 14 maja 1912 Hamburg       | 29 stycznia 1906  | 14 maja 1912     | Chrystian IX Luiza z Hesji-Kassel                                                             |
| 31 | Chrystian X Christian 10. |          | 26 września 1870 Kopenhaga | 20 kwietnia 1947 Kopenhaga | 14 maja 1912      | 1 grudnia 1918   | Fryderyk VIII Duński Luiza Bernadotte                                                         |

## Królestwo Islandii(1918–1944)
W 1918 r. Islandia przestała być kolonią Danii i otrzymała niepodległość pozostając w unii z Danią. Król Danii stał się królem Islandii.

### Oldenburgowie
| # | Imię                             |          | Lata życia                 | Lata życia                 | Czas rządów     | Czas rządów     | Rodzice                               |
| # | Imię                             | Urodzony | Zmarł                      | Od                         | Do              |                 | Rodzice                               |
| - | -------------------------------- | -------- | -------------------------- | -------------------------- | --------------- | --------------- | ------------------------------------- |
| 1 | Chrystian X Kristjan 10.         |          | 26 września 1870 Kopenhaga | 20 kwietnia 1947 Kopenhaga | 1 grudnia 1918  | 17 czerwca 1944 | Fryderyk VIII Duński Luiza Bernadotte |
| – | Sveinn Björnsson Regent Islandii |          | 27 stycznia 1881           | 25 stycznia 1952           | 17 czerwca 1941 | 17 czerwca 1944 | Björn Jónsson Elísabet Sveinsdóttir   |

W 1944 roku Islandia uzyskała pełną niezależność od Danii i po referendum znoszącym monarchię, wprowadziła ustrój republikański, a dotychczasowy regent Islandii Sveinn Björnsson został wybrany prezydentem państwa.